# Fanny Kemble
Fanny Kemble por Thomas Sully, 1834
assinatura
Frances Anne Kemble (Londres, 27 de novembro de 1809 — Londres, 15 de janeiro de 1893), foi uma atriz e escritora britânica.

## Juventude e carreira de atriz

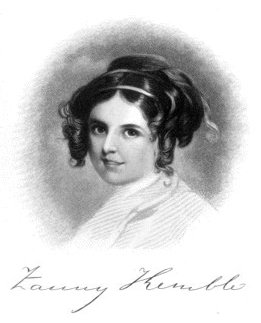
A jovem Fanny Kemble.

Um membro da renomada família Kemble do teatro, Fanny era a filha mais velha do ator Charles Kemble e sobrinha da atriz de tragédias Sarah Siddons e do ator John Philip Kemble. Sua irmã mais nova foi a cantora de ópera Adelaide Kemble. Fanny nasceu em Londres e foi educada principalmente na França.
Em 26 de outubro de 1829, Fanny Kemble apareceu pela primeira vez no palco como Julieta, no Covent Garden. Sua personalidade atraente fez dela logo uma atriz popular, permitindo a seu pai recuperar suas perdas financeiras como gerente do teatro. Ela interpretou todos os principais papéis para mulheres, principalmente os de Pórcia, Beatrice e Lady Teazle, mas talvez seu maior papel, não como protagonista, foi especialmente escrito para ela, quando interpretou Julia no The Hunchback, de James Sheridan Knowles.

## Casamento e divórcio
Em 1832, Fanny acompanhou seu pai em uma turnê teatral pelos Estados Unidos. Quando esteve em Boston, em 1833, teve a oportunidade de viajar para Quincy usufruindo da tecnologia revolucionária da primeira ferrovia comercial dos Estados Unidos. Descreveu sua visita à Granite Railway em seu diário.
Em 1834, se retirou do palco para se casar com o americano, Pierce Butler, neto do Pai Fundador Pierce Butler, e herdeiro de uma grande fortuna baseada no algodão, tabaco e arroz. Quando se casaram, ele não era um senhor de escravos, porém, quando suas duas filhas nasceram, Sarah e Frances, Pierce Butler herdou de seu avô as plantações de Sea Island e várias centenas de escravos que trabalhavam nelas. Fanny acompanhou-o à Geórgia durante o inverno de 1838-1839, e ficou chocada com as condições dos escravos e seu tratamento. Tentou melhorar suas condições e se queixou a seu marido sobre a escravidão. Quando deixou suas plantações na primavera de 1839, as discussões sobre a escravidão e as tensões conjugais continuaram. O casal se divorciou em 1849, com Butler mantendo a custódia das duas filhas, até atingirem a maioridade. Fanny reuniu-se com cada uma de suas filhas quando completaram vinte e um anos.
Em 1847, Fanny retornou ao palco. Isso se deveu mais a uma necessidade de encontrar uma maneira de se sustentar depois de sua separação e posterior divórcio de Butler de que qualquer outro interesse real em atuar. Mais tarde, seguindo o exemplo de seu pai, Fanny Kemble surgiu, com muito sucesso, como uma intérprete shakespeareana, em uma turnê de Massachusetts até Michigan, de Chicago até Washington, ganhando novos públicos.
Butler desperdiçou uma fortuna estimada em 700 mil dólares, mas foi salvo da falência pela venda em 2-3 de março de 1859 de seus 436 escravos em Savannah, Geórgia, o maior leilão de escravos da história dos Estados Unidos. Após a Guerra de Secessão, ele tentou tornar suas plantações lucrativas com o trabalho de homens libertos, mas não teve sucesso. Butler morreu na Geórgia, de malária, em 1867. Nem ele nem Fanny nunca se casaram novamente.

## Ativismo abolicionista e polêmicas

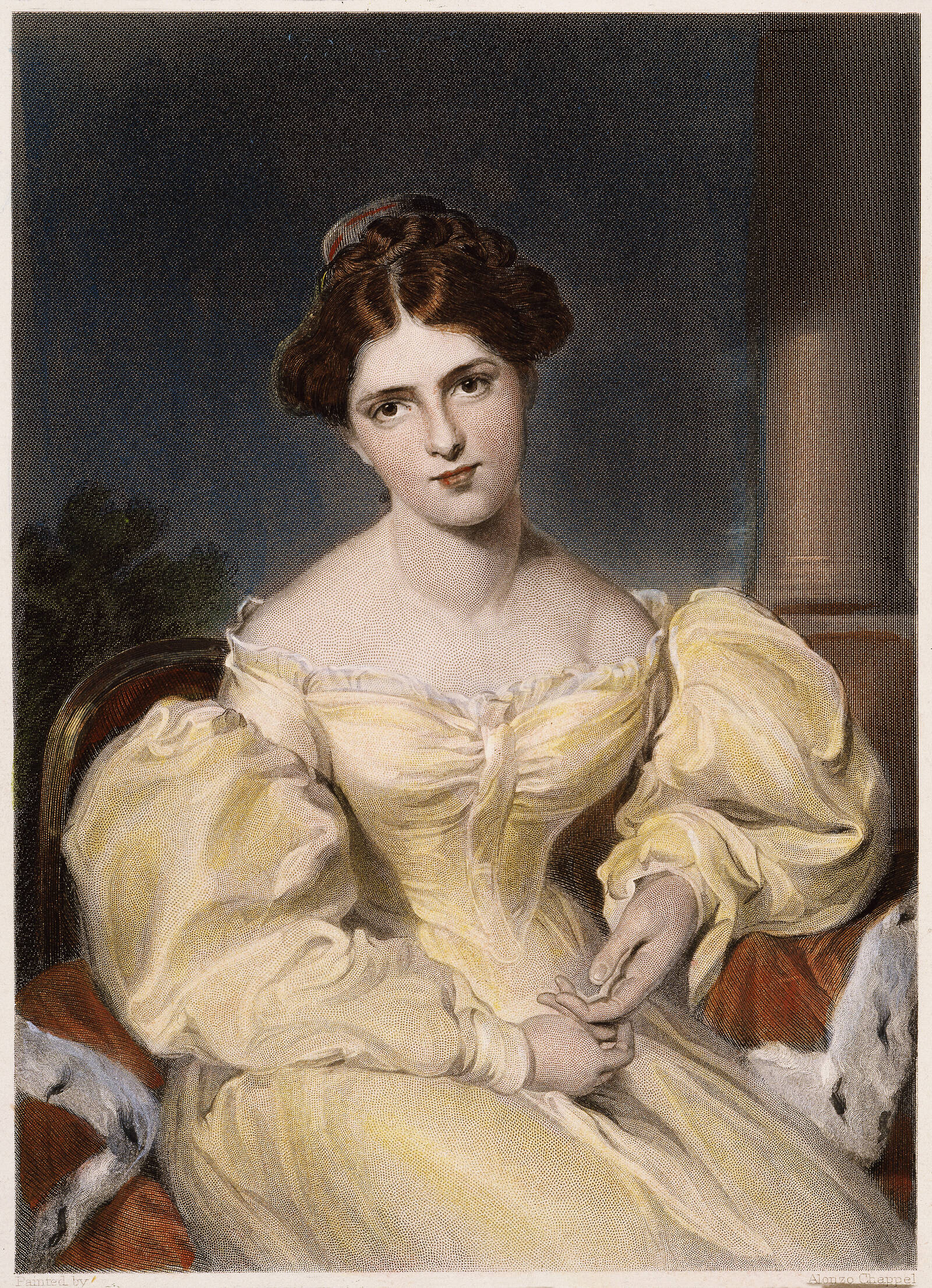
Gravura em aço após retrato pintado por Thomas Lawrence

Fanny Kemble manteve um diário sobre sua vida na plantação da Geórgia, que foi distribuído entre os abolicionistas, antes da Guerra de Secessão, e foi publicado na Inglaterra e nos Estados Unidos quando a guerra eclodiu. Ela continuou a ser veemente sobre o tema da escravidão, e muitas vezes doou dinheiro de suas apresentações para causas beneficentes.
No Journal of A Residence on a Georgian Plantation in 1838-1839, publicado em 1863, Kemble escreveu: "Às vezes tenho sido assombrada com a ideia de que era um dever imperativo. Sabendo o que sei, e tendo visto o que tenho visto, para fazer tudo o que está ao meu alcance para mostrar os perigos e os males terríveis desta instituição".
Porém, segundo a historiadora Catherine Clinton, em 1930, Julia King sugeriu que as alegações de Kemble sobre os maus tratos dos escravos de seu avô Roswell King eram falsas, e que Kemble, enamorada do Sr. King, mentiu intencionalmente, porque ele se recusou a retribuir suas afeições. (Kemble e Clinton 15-16; Julia King para ____, 24 de outubro de 1930). A historiadora Margaret Davis Cate sustentou que Kemble tinha deliberadamente introduzido conteúdo fraudulento em seu diário para aumentar seu apelo dramático, e assim, minar a sua credibilidade como fonte de informação factual. (Kemble e Clinton 16)
Contudo, há poucas evidências no diário de Kemble de que ela encontrou Roswell King, Jr., em mais do que algumas ocasiões, e em nenhuma que ela conheceu sua esposa, ex-Julia Rebecca Maxwell. Apesar de sugerir que Kemble criticou Maxwell como "um demônio feminino" porque uma escrava chamada Sophy teria dito a Kemble que a Sra. King ordenara a flagelação de Judy e Scylla "de cujos filhos o Sr. K[ing] era o pai". (Kemble 269)
Além disso, ainda sobre as acusações de Julia King, Roswell King, Jr. não estava mais a serviço do marido de Kemble, Pierce Butler, quando o casal teve sua curta residência na Geórgia. King havia renunciado devido a um "crescente desconforto ... nascido da disputa entre os Kings e os Butlers por causa de honorários que o King mais velho achava que os últimos lhe deviam como co-administrador da Propriedade de Butler". (Bell 254, 271)
A denúncia de Kemble de escravidão não escondeu suas próprias visões raciais. Porém, David ressalta que embora, às vezes, Kemble descrevesse os escravos como imundos ou "selvagens destreinados" propensos à preguiça e à estupidez, além de achá-los feios, tais visões eram comuns na época e totalmente compatíveis com a oposição à escravidão e a indignação por suas crueldades. (David 162)

## Últimos anos
Em 1877, Fanny retornou para a Inglaterra, onde viveu com seu nome de solteira até sua morte. Durante este período, Fanny Kemble foi uma figura proeminente e popular na vida social de Londres. Tornou-se grande amiga e inspiração para Henry James durante seus últimos anos de vida. Seu romance Washington Square (1880) foi baseado em uma história que Fanny contou a ele sobre um de seus parentes.
Além de suas peças de teatro, Francis the First (1832), The Star of Seville (1837), um volume de poemas (1844), e um livro de viagens pela Itália, A Year of Consolation (1847), Fanny publicou o primeiro volume de suas memórias, Journal, em 1835, e em 1863, outro, Journal of Residence on a Georgian Plantation (tratando da vida na plantação da Geórgia), bem como um volume de peças teatrais, incluindo traduções de Alexandre Dumas e Friedrich Schiller. Estes foram seguidos por Records of a Girlhood (1878), Records of Later Life (1882), Notes on Some of Shakespeare's Plays (1882), Far Away and Long Ago (1889), e Further Records (1891). Seus vários volumes de reminiscências contêm muito material valioso iluminando a história social e dramática do período.
Sua filha mais velha, Sarah, se casou com um médico, Owen Jones Wister, e tiveram um filho, Owen Wister, o romancista popular americano e autor do romance do Velho Oeste de 1902, The Virginian.
A outra filha de Fanny, Frances, defendeu seu pai em uma refutação ao diário de sua mãe Ten Years on a Georgian Plantation since the War (1883).  Na Geórgia, ela conheceu o ministro britânico, James Leigh, e os dois se casaram em 1871. Eles tentaram tornar lucrativas as plantações de seu falecido pai com o trabalho livre, mas não tiveram sucesso, e se mudou definitivamente para a Inglaterra em 1877. O casal teve uma filha, Alice (nascida em 1874), que estava com sua avó Fanny quando ela morreu na Inglaterra em 1893.

## Biografias
Numerosos livros foram escritos sobre Fanny Kemble e sua família, incluindo Fanny Kemble por Leota Stultz Driver (University of North Carolina Press, Chapel Hill, 1933) e Fanny Kemble: A Passionate Victorian por Margaret Armstrong (The Macmillan Company, 1938). Muitos se concentraram no seu papel como uma abolicionista, outros sobre as carreiras teatrais de Fanny e de sua família. Na última categoria, Affectionately Yours, Fanny: Fanny Kemble and the Theatre (Jarrolds, Londres), de Henry Gibbs, viu oito edições publicadas entre 1945 e 1947 em inglês.

## Publicações
Disponíveis através da Biblioteca da Universidade Harvard Open Collections Program:  Women Working 1800-1930:
- Journal of a Residence on a Georgian Plantation in 1838-1839. Nova Iorque: Harper & Bros., 1863, ISBN 0-8203-0707-6.
- Record of a Girlhood. Londres: R. Bentley and Son, 1878.
- Records of Later Life. Nova Iorque: H. Holt and Co., 1882.
- Further Records, 1848-1883: a series of letters. Londres: R. Bentley and Son, 1890.

Outras publicações:
- Francis the First, um drama (Londres, 1832; Nova Iorque, 1833)
- Journal (2 vols., Londres, 1835; Filadélfia e Boston, 1835)
- The Star of Seville, um drama (Londres e Nova Iorque, 1837)
- Poems (Londres e Filadélfia, 1844; Boston, 1859)
- A Year of Consolation, um livro de viagens pela Itália (2 vols., Londres e Nova Iorque, 1847)
- Plays, incluindo traduções de Dumas e Schiller (Londres, 1863)
- Notes on some of Shakespeare's Plays (Londres, 1882)
- Far Away and Long Ago (1889)